# フォード・フェアレーンの冒険
『フォード・フェアレーンの冒険』（原題: The Adventures of Ford Fairlane）は、レニー・ハーリン監督の1990年のアメリカ映画である。

## ストーリー
人気DJジョニーから行方不明の妹ズーズー捜索を依頼されたロックンロール探偵のフォード・フェアレーン。だが、かつてのバンド仲間だった2人が再会した直後にジョニーは殺されてしまう。大金持ちのコリーンからもズーズーを探すよう頼まれたフォードは、ズーズーが殺されたヘヴィメタルバンドのボーカル、ボビー・ブラックのグルーピーだったことを突き止める。捜査の途中、グレンデル・レコードで新人歌手を馬鹿にしたフォードは、社長のグレンデルがコリーンの元夫だったことを知る。フォードはジョニーのヨットを探索していて殺し屋に襲われる。ブラックの葬儀でズーズーをみつけたフォードは家へ連れ帰るが、そこには爆弾が仕掛けられていた！　なんとか逃げ延びたフォードは、グレンデルがレコード販売の秘密データを記録した3枚のCD-ROMを手に入れようとしていることに気づく。グレンデルはフォード愛用のフェンダー・ストラトを傷つけると脅してCD-Rのありかを聞き出そうとするが……。

## キャスト
※括弧内は日本語吹替
- フォード・フェアレーン - アンドリュー・ダイス・クレイ（神谷明）
- ジュリアン・グレンデル - ウェイン・ニュートン（有本欽隆）
- コリーン・サットン - プリシラ・プレスリー（藤田淑子）
- スマイリー - ロバート・イングランド（江原正士）
- ジャズ - ローレン・ホリー（山田栄子）
- ジョニー・クランチ - ギルバート・ゴットフリード（内海賢二）
- メロディ - カリ・ウーラー
- キッド - ブランドン・コール
- ドン・クリーヴランド - モリス・デイ（大塚芳忠）
- ズーズー・ペタルス - マディ・コーマン（安達忍）
- サム - デヴィッド・パトリック・ケリー（西村知道）
- エイモス警部 - エド・オニール（青野武）

## 受賞とノミネート
| 賞                     | 部門           | 対象者                                                           | 結果       |
| ---------------------- | -------------- | ---------------------------------------------------------------- | ---------- |
| ゴールデンラズベリー賞 | 最低作品賞     | ジョエル・シルバー スティーヴ・ペリー                            | 受賞       |
| ゴールデンラズベリー賞 | 最低主演男優賞 | アンドリュー・ダイス・クレイ                                     | 受賞       |
| ゴールデンラズベリー賞 | 最低監督賞     | レニー・ハーリン                                                 | ノミネート |
| ゴールデンラズベリー賞 | 最低助演男優賞 | ギルバート・ゴットフリード                                       | ノミネート |
| ゴールデンラズベリー賞 | 最低助演男優賞 | ウェイン・ニュートン                                             | ノミネート |
| ゴールデンラズベリー賞 | 最低脚本賞     | ダニエル・ウォーターズ ジェームズ・カップ デヴィッド・アーノット | 受賞       |